# اولی کوناری
اُلّی کونّاری (انگلیسی: Olli Kunnari) (زاده ۲ فوریه ۱۹۸۲) یک بازیکن والیبال اهل فنلاند، عضو تیم ملی والیبال فنلاند و باشگاه المپیاکوس است. کوناری در سال ۲۰۰۴ و ۲۰۰۹ به عنوان بهترین بازیکن سال فنلاند انتخاب شد.